# Harry Blaus
Haralds Karl Adolf „Harry“ Blaus (* 6. Februar 1885 in Liezēre (Lösern), Russisches Kaiserreich; † 4. Juni 1944 in Augsburg) war ein russischer Sportschütze.

## Erfolge
Haralds Blaus, der aus dem heutigen Lettland stammte, trat bei den Olympischen Spielen 1912 in Stockholm mit dem Team des Russischen Kaiserreichs in den Disziplinen Trap und Laufender Hirsch an. Im Trap wurde er hinter James Graham und Alfred Goeldel-Bronikowen mit 91 Punkten Dritter, sodass er die Bronzemedaille gewann. Beim Schießen auf den Laufenden Hirsch belegte er mit 29 Treffern den 20. Platz, im Mannschaftswettbewerb kam er nicht über den fünften und letzten Rang hinaus.